# Молодечно
Молодечно (на беларуски: Маладзечна; на руски: Молодечно) е град в Беларус, административен център на Молодечненски район, Минска област. Населението на града през 2009 година е 97 600 души.

## История
За пръв път селището е упоменато през 1388 година, през 1929 година получава статут на град.

## География
Градът е разположен на 73 км северозападно от столицата Минск.